# Nordspindelskinn
Nordspindelskinn (Athelia subovata) är en svampart som beskrevs av Jülich & Hjortstam 1971. Nordspindelskinn ingår i släktet Athelia och familjen Atheliaceae.  Arten är reproducerande i Sverige. Inga underarter finns listade i Catalogue of Life.